# Hot Summer Nights
Hot Summer Nights és una pel·lícula dramàtica de crim d'entrada al món adult neo-noir dels Estats Units de 2018 escrita i dirigida per Elijah Bynum, la seva primera pel·lícula. La protagonitzen Timothée Chalamet, Maika Monroe, Alex Roe, Maia Mitchell, William Fichtner, Thomas Jane, Rachel O'Shaughnessy i Emory Cohen. Està ambientada a Cap Cod l'estiu de 1991 i la trama segueix un adolescent que es veu involucrat en tràfic de drogues.
La pel·lícula es va presentar a South by Southwest el 13 de març de 2017. Es va llançar el 28 de juny de 2018, abans d'una estrena limitada als cinemes el 27 de juliol de 2018.

## Sinopsi
Ambientada a Cap Cod en un estiu calorós, aquest thriller divertit i estilitzat segueix Daniel (Timothée Chalamet), un adolescent a qui se li posa al cap traficar amb drogues amb el rebel del barri mentre va darrere de la germana enigmàtica del seu nou company.

## Repartiment
- Timothée Chalamet com a Daniel Middleton[8]
- Alex Roe com a Hunter Strawberry[8]
- Maika Monroe com a McKayla Strawberry[8]
- Thomas Jane com a sergent Frank Calhoun[9]
- Maia Mitchell com a Amy Calhoun[9]
- Emory Cohen com a Dex[9]
- William Fichtner com a Shep
- Jack Kesy com a Ponytail
- Rachel O'Shaughnessy com a Erin
- Shane Epstein Petrullo com a narrador (veu)